# Esquilo-japonês
O esquilo-japonês (Sciurus lis) é um esquilo endêmico do Japão. No idioma japonês eles são chamados de 'risu', que é escrito com os caracteres Kanji que significa castanho e rato.

## Aparência
O esquilo-japonês tem uma cor cirza avermelhada e têm tufos nas orelhas caudas peludas.

## Distribuição
O esquilo-japonês é distribuído nas ilhas de Honshu, Shikoku e Kyushu no Japão. Recentemente, a população sul-ocidental de Honshu e Shikoku diminuíram e a população em Kyushu desapareceu. Um dos factores que afectam a extinção local desta espécie parece ser a fragmentação florestal pelas atividades humanas.